# Muhammad Ali

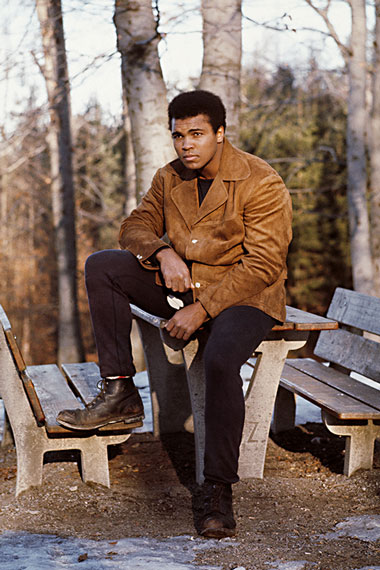
Im Dezember 1971, vor seinem Kampf gegen Jürgen Blin im Hallenstadion, absolvierte Muhammad Ali sein Training auf dem Uetliberg in Zürich. Der Fotograf Eric Bachmann hielt diesen Augenblick fotografisch fest.

Muhammad Ali (* 17. Januar 1942 in Louisville, Kentucky, Geburtsname Cassius Marcellus Clay Jr.; † 3. Juni 2016 in Scottsdale, Arizona) war ein US-amerikanischer Boxer und der Einzige, der den Titel des unumstrittenen Weltmeisters dreimal in seiner Karriere gewinnen konnte. Bekannt wurde er zunächst unter seinem Namen Cassius Clay (bis 1964). Er gehörte zu den bedeutendsten Schwergewichtsboxern und herausragendsten Sportathleten des 20. Jahrhunderts überhaupt und wurde 1999 vom Internationalen Olympischen Komitee zum „Sportler des Jahrhunderts“ gewählt. Vor allem die in den 1970er Jahren über TV weltweit ausgestrahlten Boxkämpfe mit Joe Frazier (3-mal, 1971–1975), Ken Norton (3-mal, 1973–1976) und der Rumble in the Jungle gegen George Foreman (1974) gelten als Klassiker unter den Schwergewichtskämpfen.
Außerhalb des Boxrings sorgte Ali als Prominenter ebenfalls, insbesondere in den USA, immer wieder für politische Schlagzeilen. So lehnte er öffentlich den Vietnamkrieg ab, verweigerte den Wehrdienst, unterstützte die Emanzipationsbewegung der Afroamerikaner und trat der Organisation Nation of Islam bei.

## Kindheit und erster Kontakt mit dem Boxsport
Ali wurde 1942 unter dem Namen Cassius Marcellus Clay Jr. als erster von zwei Söhnen des Schildermalers Cassius Marcellus Clay Sr. (1912–1990) und dessen Ehefrau Odessa Grady Clay (1917–1994) geboren und wuchs in durch Armut geprägten Verhältnissen auf. Er erhielt, ebenso wie sein Vater, den Namen Cassius Marcellus Clay nach dem Politiker und Gegner der Sklaverei, Cassius Marcellus Clay. Mit dem Boxtraining begann der zwölfjährige Clay 1954 aus Wut über den Diebstahl seines Fahrrades – er hoffte, es dem Dieb heimzahlen zu können, wenn er ihn erwischte. Im Boxkeller des Polizisten Joe Martin lernte er das Boxen. Die Kämpfe wurden auf einem Lokalsender mit der Sendung „Tomorrow’s Champions“ ausgestrahlt. Als einen weiteren Grund nennt er in seiner Autobiografie von 1975 die Ermordung des Jugendlichen Emmett Till durch weiße Rassisten und deren Freispruch. Im Alter von 16 Jahren verließ Clay die Schule mit schlechten Noten und konzentrierte sich auf sein Boxtraining. Alis Bruder Rudolph Arnett Clay (später Rahaman Ali, 1943–2025) war von 1964 bis 1972 ebenfalls als Schwergewichtsboxer tätig.

## Karriere

### Karrierebeginn

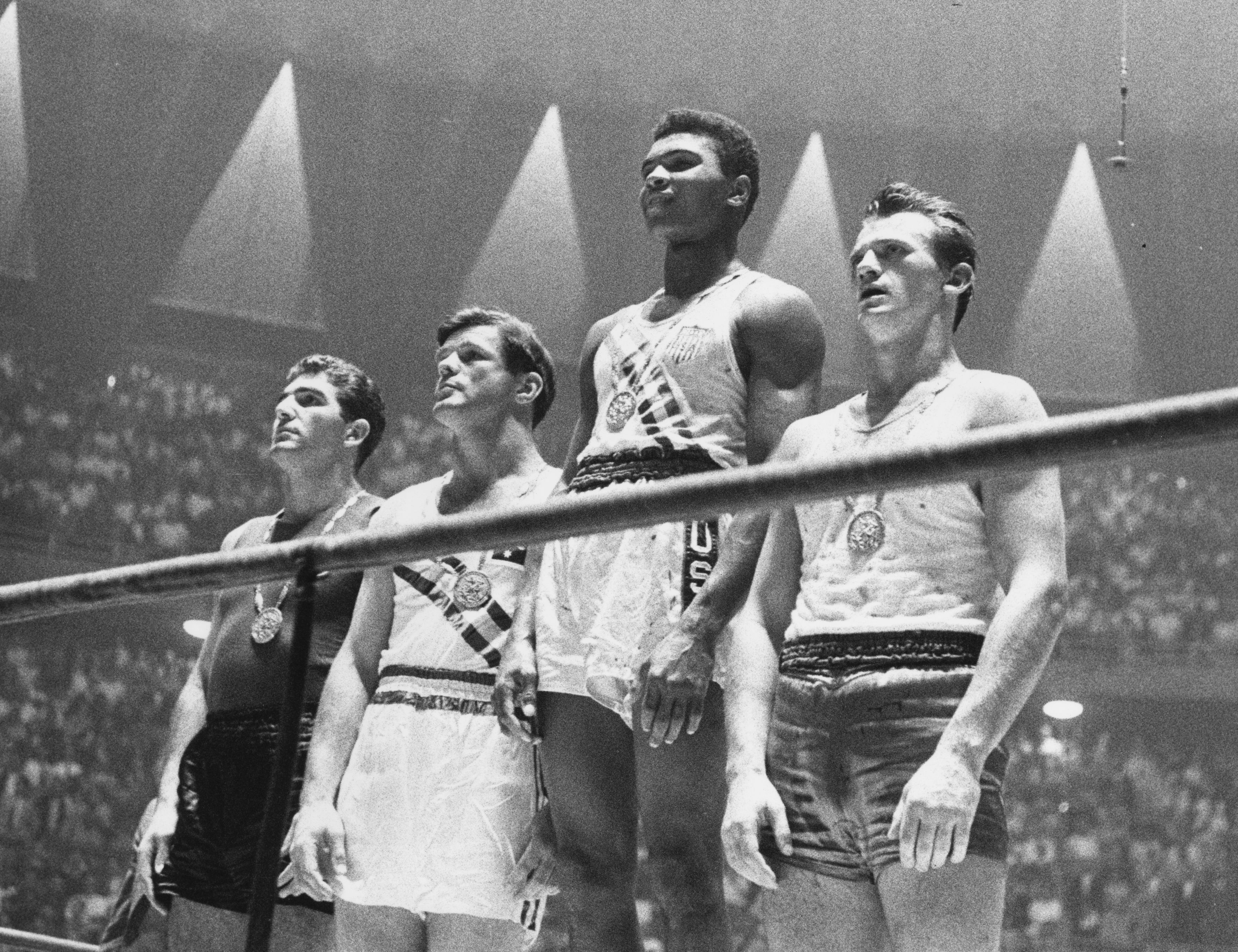
Siegerehrung bei den Olympischen Sommerspielen 1960

Innerhalb weniger Jahre errang Clay sämtliche nationale Amateurtitel. Bei den Olympischen Spielen 1960 gewann er in Rom die olympische Goldmedaille im Halbschwergewicht. Noch im selben Jahr wurde er Profi. Seinen ersten Profikampf bestritt er am 29. Oktober 1960.
Clay musste feststellen, dass ein Wrestler namens Gorgeous George größeres Aufsehen bei Presse und Zuschauern erregte als ein bescheiden auftretender Nachwuchsboxer wie er. Daraufhin begann er, den Stil von George zu kopieren und der Presse von nun an immer neues Material in Form von Spottreimen (Trashtalk) über seine Gegner zu liefern: Vorhersagen über die Runde seines K.-o.-Sieges („Archie Moore will be on the floor in round four“, „Archie Moore wird in der vierten Runde am Boden liegen“) und ähnliche prahlerische Äußerungen. Mit diesem provozierend zur Schau getragenen Selbstbewusstsein wurde Clay bald berühmt. Weil seine Prophezeiungen über den Ausgang oft zutrafen und Gegner tatsächlich in den vorhergesagten Runden zu Boden gingen, wurde er eine Zeit lang sogar des Betrugs verdächtigt. Clay verstand es, mit gezielt offensivem und provokantem Auftreten vor bedeutenden Boxkämpfen seine Gegner zu verunsichern und gleichzeitig das Medieninteresse anzufachen.

### Aufstieg und erste Weltmeisterschaft (1964)
Im Februar 1964 bekam Clay einen Weltmeisterschaftskampf gegen Sonny Liston, nachdem er Doug Jones umstritten nach Punkten und Henry Cooper durch K. o. besiegt hatte. Viele Journalisten mochten Clays selbstsichere Art nicht und prophezeiten ihm eine Niederlage gegen Liston, so auch Arthur Daley von der New York Times: „The irritatingly confident Cassius enters this bout with one trifling handicap. He can’t fight as well as he can talk.“ („Der irritierend selbstbewusste Cassius bestreitet diesen Titelkampf mit einem unbedeutenden Nachteil. Er kann nicht so gut kämpfen, wie er reden kann.“).
Trotzdem gewann der mit sieben zu eins als Außenseiter gesetzte Clay den Kampf. Er zeigte sich seinem Gegner an Schnelligkeit klar überlegen. Der von vielen für unbesiegbar gehaltene Liston, einer der gefürchtetsten K.-o.-Schläger der Box-Geschichte, war nicht imstande, ihn nachhaltig zu treffen. Darüber frustriert gab Liston – offiziell verletzungsbedingt – nach der sechsten Runde auf. In tumultartigen Szenen brüllte Clay nach dem Sieg immer wieder „I shook up the world!“ und „I am the greatest!“ in die Mikrofone. Die Bilder von ihm mit weit aufgerissenem Mund und Augen gingen um die Welt.
Im weiteren Verlauf des Jahres machte Clay seine Mitgliedschaft in der Nation of Islam öffentlich und wählte anstelle seines bisherigen „Sklavennamens“ Muhammad Ali als Namen. 1975 verließ der sich zum sunnitischen Islam bekennende Boxer die Nation of Islam.

### Der Rückkampf gegen Liston

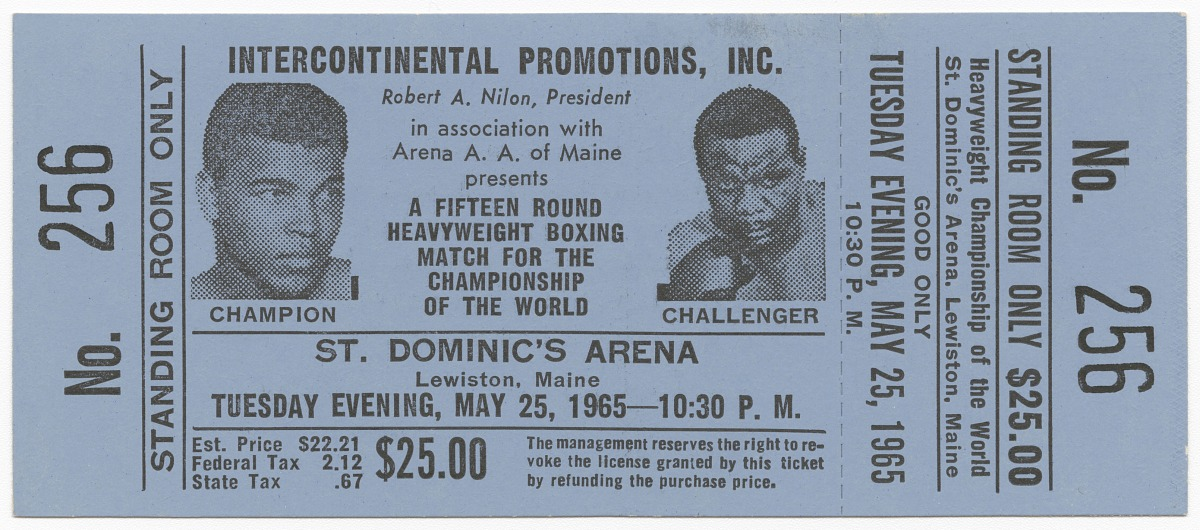
Der Kampf gegen Sonny Liston – Eintrittskarte

Im Rückkampf am 25. Mai 1965 in Lewiston, Maine, wurde Liston von Ali bereits in der ersten Runde nach nur 105 Sekunden Kampf vom so genannten „Phantomschlag“ („Phantom Punch“, auch als „Anchor Punch“ bekannt geworden) niedergestreckt, einem kurzen, harten, rechten Cross an Schläfe oder Kiefer, der weder von Liston noch von großen Teilen des Publikums gesehen worden war. Ali schrie daraufhin den am Boden liegenden Liston mit den Worten „Get up, you bum!“ („Komm hoch, du Penner!“) wutentbrannt an und der Ringrichter, der ehemalige Weltmeister Jersey Joe Walcott, der mit der Situation offensichtlich überfordert war, zählte zunächst weder an noch aus, da er den wütend bei Liston stehenden und schreienden Ali von diesem wegzudrängen versuchte. Der Kampf wurde dann zunächst wieder freigegeben, unmittelbar darauf jedoch beendet, als Nat Fleischer, der Gründer des Ring Magazines, Walcott darauf hinwies, dass Liston schon deutlich mehr als zehn Sekunden am Boden gewesen war.
Der nur von wenigen Zuschauern gesehene „Phantom Punch“ gab im Verbund mit Listons scheinbarer Unbesiegbarkeit und dessen dubiosen Kontakten zur Mafia Anlass zu Spekulationen über einen möglichen Betrug, was andererseits wegen der offensichtlichen Feindschaft zwischen den beiden Boxern bezweifelt wurde. So hatte Liston vor dem ersten Kampf, auf die Provokationen Clays angesprochen, erklärt, dass er die Absicht habe, Clay umzubringen. Auch in seiner Autobiografie wandte sich Ali gegen jegliche Unterstellungen solcher Art und erklärte explizit:

„Tatsache ist, dass noch niemals ein Kampf weniger abgesprochen war als dieser.“

Film- und Fotoaufnahmen bewiesen im Nachhinein eindeutig, dass Liston von Ali tatsächlich getroffen wurde. Unklar blieb allerdings, wie hart. Deutlich zu sehen ist die entspannte Muskulatur von Listons Körper während des Sturzes, die eine Bewusstlosigkeit zu diesem Zeitpunkt vermuten lässt. Liston erklärte später allerdings, dass er vom Schlag Alis zwar überrascht, jedoch nicht bewusstlos war und nur deshalb nicht sofort wieder aufstand, da er fürchtete, von dem direkt über ihm (anstatt in der neutralen Ecke) stehenden Ali erneut getroffen zu werden. Auch hätte er vergeblich auf das Anzählen durch den Referee gewartet.
In dem Augenblick, als Ali wütend und schreiend über dem liegenden Liston steht, entstand eines der bekanntesten Fotos von Ali, geschossen von Neil Leifer. Dieses Foto (eigentlich ein Farbbild, aber als Schwarzweißbild berühmt geworden) nannte sein Biograph David Remnick später „Ali wild und schön (…), vielleicht (…) das nachhaltigste Bild Alis im Kampf überhaupt.“

### Karrierehöhepunkt

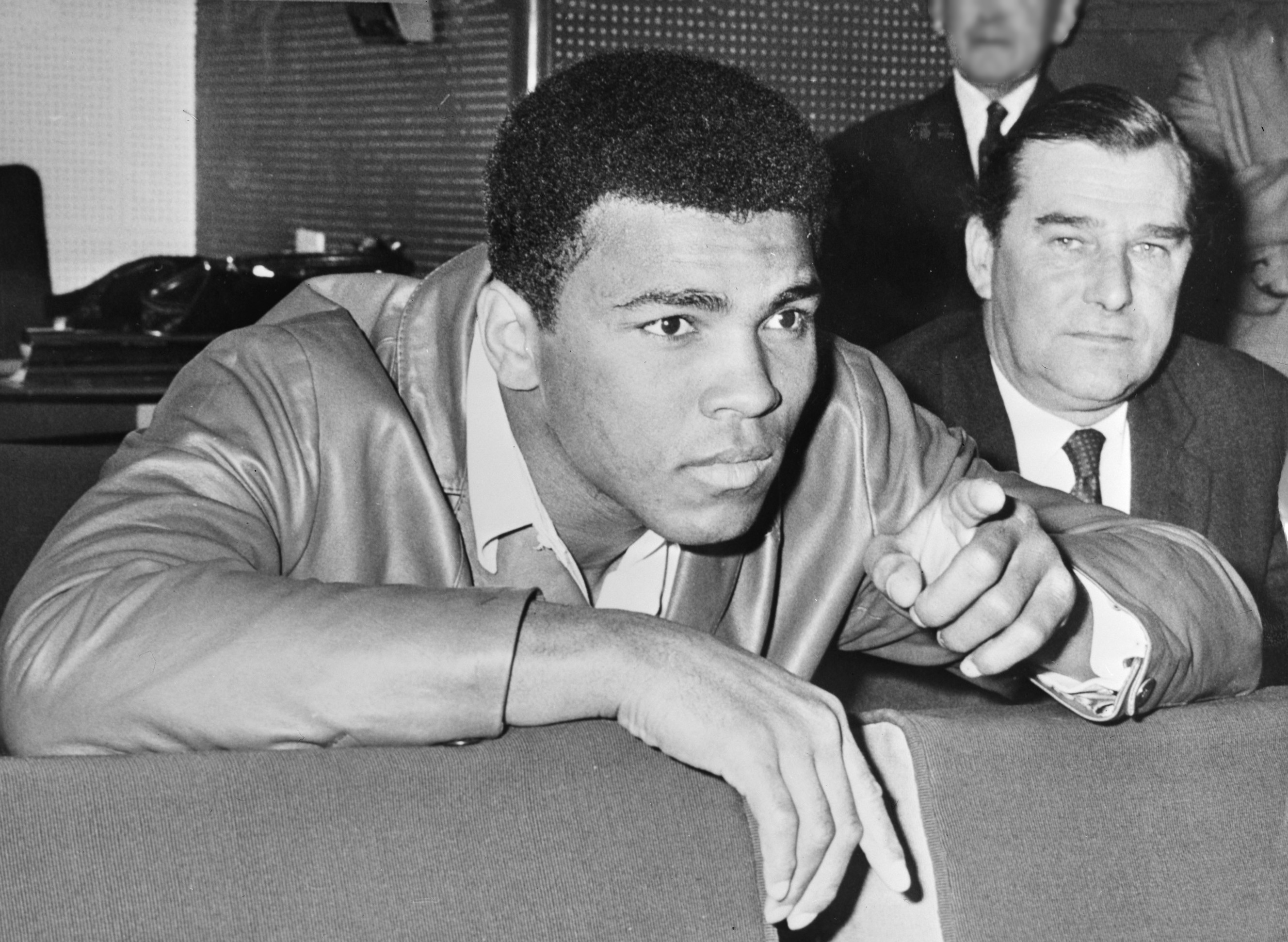
Ali im Jahr 1966

Mitte der 60er Jahre war Ali auf dem Höhepunkt seiner Karriere. Er traf die Beatles und Elvis Presley und verteidigte seinen Titel gegen Ex-Weltmeister Floyd Patterson, den damaligen Europameister Karl Mildenberger (der ihm bis zu seiner Aufgabe in der 12. Runde große Probleme bereitete, woraufhin Ali im Anschluss sagte, nie wieder gegen ihn boxen zu wollen), George Chuvalo, Henry Cooper, Brian London, Cleveland Williams, Ernie Terrell und Zora Folley. Vor allem der klare Sieg über Cleveland Williams hatte viele Experten dazu bewegt, Ali als den absolut besten Boxer seiner Zeit anzuerkennen. Williams war allerdings nicht mehr auf der Höhe seiner Leistungskraft, hatte zudem eine nicht herausoperierte Kugel im Rücken.
Ali war äußerst flink, die Hände ließ er oft neben den Hüften hängen, anstatt sie zur Deckung zu nutzen – das wirkte provozierend. Seine Beine waren jedoch so schnell und die Hüfte so beweglich, dass er fast jeden Schlag auspendeln konnte. Tatsächlich bekam er kaum Treffer an den Kopf, kokettierte mit seinem Aussehen und prahlte, dass er nach „vielen Kämpfen immer noch so hübsch wie ein Mädchen“ sei. Mit einer schnellen tänzerischen Beinkombination namens „Ali Shuffle“ verblüffte er Gegner und Publikum. Gelegentlich ließ er sich demonstrativ mehrmals hintereinander in die durchtrainierte Seite des Körpers schlagen, ohne dass dies erkennbare Wirkungen zeigte – abgesehen davon, dass der Gegner demoralisiert wurde.

### Titelverlust wegen Wehrdienstverweigerung
Im April 1967 wurde Ali der Titel aberkannt, nachdem er sich geweigert hatte, den Wehrdienst anzutreten. Als ausschlaggebend für seine Entscheidung nannte er zum einen seinen Glauben, sprach aber zum anderen auch die Frage der fehlenden Gleichberechtigung der Afroamerikaner an („Nein, ich werde nicht 10.000 Meilen von zu Hause entfernt helfen, eine andere arme Nation zu ermorden und niederzubrennen, nur um die Vorherrschaft weißer Sklavenherren über die dunkleren Völker der Welt sichern zu helfen.“). Mit dem bekannten Zitat „Kein Vietcong nannte mich jemals Nigger“ nahm er eine Redewendung des Studentenführers und Bürgerrechtlers Stokely Carmichael auf. Ali wurde wegen Wehrdienstverweigerung zu fünf Jahren Gefängnis und 10.000 US-Dollar Strafe verurteilt, blieb aber gegen Kaution auf freiem Fuß. 1970 wurde die Sperre aufgehoben, bis dahin erhielt er keine Boxlizenz. Sein Reisepass wurde eingezogen und er musste drei Jahre inaktiv bleiben. In dieser Zeit trat er viel im Fernsehen auf und äußerte sich dort zu gesellschaftspolitischen Fragen. Finanzielle Probleme konnte er dank der Gagen für Fernsehauftritte und Reden in Universitäten und anderen öffentlichen Einrichtungen überbrücken, zudem unterstützte ihn sein späterer Gegner Joe Frazier.

### Comeback (1970–1974)
Erst 1970 durfte Ali wieder in den Ring steigen. Nach Siegen gegen Jerry Quarry und Oscar Bonavena stellte er sich Joe Frazier, dem inzwischen allgemein anerkannten und unbesiegten Weltmeister. Da sich somit erstmals in der Geschichte des Boxsports zwei ungeschlagene Schwergewichtsweltmeister gegenüberstanden, wurde der Kampf bald als Fight of the Century (Boxkampf des Jahrhunderts) bezeichnet und auch entsprechend vermarktet. Das Interesse dafür reichte weit über den Kreis der Boxsportfans hinaus, da die beiden Kontrahenten verschiedene kulturelle Strömungen repräsentierten. Während Ali mit seinem teilweise provozierenden Auftreten, seinem Engagement gegen den Vietnamkrieg und seinem Eintreten für die Emanzipation der Afroamerikaner zu einem Symbol der amerikanischen Gegenkultur geworden war, wurde Frazier von Teilen der amerikanischen Weißen als „guter Neger“ angesehen und deshalb von Ali auch als „Onkel Tom“ verhöhnt. Dies löste bei Frazier eine tiefe, weit über den Kampf hinausgehende Verbitterung aus, die – trotz gegenseitiger selbstironischer Respektbekundungen in der Pressekonferenz nach dem „Thrilla in Manila“ 1975 – auch seine Autobiografie beherrschte (siehe dort zu weiteren Versöhnungsgesten).
Sportlich wurde der Kampf, der am 8. März 1971 im New Yorker Madison Square Garden stattfand, den hohen Erwartungen gerecht. Zwar konnte Ali in der Anfangsphase mehr Schläge anbringen und dabei von seiner überlegenen Reichweite sowie dem langsamen Start Fraziers profitieren, mit zunehmender Kampfdauer verfestigte sich jedoch der Eindruck, dass Fraziers Schläge die größere Wirkung erzielten, vor allem wenn es ihm gelang, Ali in die Seile zu drängen, was immer öfter geschah. In der elften Runde schien Ali einem Niederschlag nahe, wenngleich er dies durch Clownereien zu überspielen versuchte. Von da an baute Frazier – obwohl auch selbst schwer gezeichnet – seinen Punktevorsprung so weit aus, dass Ali in der 15. Runde einen K.o. zum Sieg benötigt hätte. Stattdessen musste er selbst nach einem linken Haken Fraziers zu Boden gehen. Zwar konnte er sich noch über die Zeit retten, am eindeutigen Punktesieg Fraziers bestand jedoch spätestens ab diesem Zeitpunkt kein Zweifel mehr.
Im Juni 1971 hob der Oberste Gerichtshof die 1967 verhängte Sperre auf und erkannte die von Ali genannten Gründe für seine Wehrdienstverweigerung an.
Neun Monate nach seiner Niederlage gegen Frazier boxte Ali erstmals seit fünf Jahren wieder in Europa. Am zweiten Weihnachtsfeiertag (26. Dezember) 1971 kämpfte er im Hallenstadion Zürich gegen den späteren Profi-Europameister Jürgen Blin aus Hamburg. Ali brachte ihm in der siebten Runde dessen erste K.-o.-Niederlage bei. Der damals international unbekannte Verlierer kassierte eine Gage von 180.000 DM.
Ali war nach der Niederlage gegen Frazier gezwungen, wieder von vorne anzufangen und sich das Recht auf einen neuen WM-Kampf zu verdienen, indem er alle anderen potentiellen Gegner des Weltmeisters schlug. Darunter waren die vier Weltklasse-Boxer Jimmy Ellis, Buster Mathis, Jerry Quarry und Floyd Patterson (Quarry und Patterson hatte er vorher schon einmal besiegt). Nach zehn Siegen in Folge musste er dabei im März 1973 im Kampf gegen Ken Norton eine zweite Punkteniederlage hinnehmen. Er erlitt sogar einen Kieferbruch, wie sich später herausstellte. Aber Ali kämpfte weiter, insbesondere in und mit den Medien, indem er seine von früher bekannte Sprücheklopferei fast zur psychologischen Kriegführung ausbaute. So riefen er und sein Betreuer Drew „Bundini“ Brown vor Kämpfen gemeinsam den Wahlspruch „Float like a butterfly, sting like a bee“ („Schwebe wie ein Schmetterling, stich wie eine Biene“), der Alis früheren Kampfstil verdeutlichte.
Noch im September 1973 kam es zur Revanche zwischen Ali und Norton. Auch diesmal kämpfte Norton sehr aggressiv und bereitete Ali bis zum Schluss enorme Schwierigkeiten. Doch Ali gelang es in den letzten beiden Runden, dem müde gewordenen Norton mit gezielten Rechts-links-Kombinationen zuzusetzen. In einer hauchdünnen und umstrittenen Split Decision entschieden zwei der drei Punktrichter zugunsten von Ali. Im Januar 1974 gewann Ali den wichtigen Rückkampf gegen den inzwischen entthronten Joe Frazier. Der Kampf wurde als Super-Fight vermarktet, konnte aber mit der Qualität der anderen Kämpfe nicht mithalten. Diesmal stimmten die Punktrichter knapp, aber einstimmig für Ali. Der Kampf hatte zwar bei weitem nicht die Klasse desjenigen von 1971, er machte aber den Weg frei für die Herausforderung des amtierenden Weltmeisters Foreman.

### „Rumble in the Jungle“ (1974)
George Foreman, der Schwergewichtsolympiasieger von 1968, war in 40 Profikämpfen ungeschlagen und hatte die meisten seiner Gegner – inklusive Frazier und Norton – innerhalb weniger Runden durch K.o. besiegt. Ähnlich wie zehn Jahre zuvor gegen Liston war Ali der Außenseiter, wiederum galt der Gegner als nahezu unbesiegbar. Diesmal war Ali zudem mit 32 Jahren der Ältere. Allgemein wurde erwartet, dass Alis Karriere durch einen schnellen und deutlichen K.-o.-Schlag von Foreman beendet werden würde.
Der Kampf war für den Herbst 1974 in Kinshasa (Zaïre, heute: Demokratische Republik Kongo) angesetzt worden und wurde als sogenannter „Rumble in the Jungle“ bezeichnet. Organisiert wurde er von Box-Promoter Don King. Tragendes Motiv der US-amerikanischen Organisatoren für die Verlagerung des Kampfes ins Ausland war, dass die daraus fließenden Einnahmen nach damaliger DBA-Rechtslage zwischen den Vereinigten Staaten und Zaïre steuerfrei waren. Finanziert wurde er größtenteils vom Diktator Mobutu Sese Seko, der den Kampf als Werbemaßnahme für Zaïre und Afrika nutzte. Der Kampf musste wegen einer Verletzung Foremans um fünf Wochen verschoben werden, wobei alle Beteiligten im Lande blieben. Während Foreman sich bei den Einwohnern unbeliebt machte, indem er mit einem Deutschen Schäferhund auftrat, was die einheimische Bevölkerung an Vorfälle aus der belgischen Kolonialzeit erinnerte, brachte Ali die Einwohner durch Kontaktfreudigkeit und Charisma auf seine Seite. Diese feuerten ihn überall, z. B. wenn sie ihn beim Lauftraining auf den Straßen sahen, mit dem Schlachtruf „Ali, boma ye!“ („Ali, töte ihn!“) an.

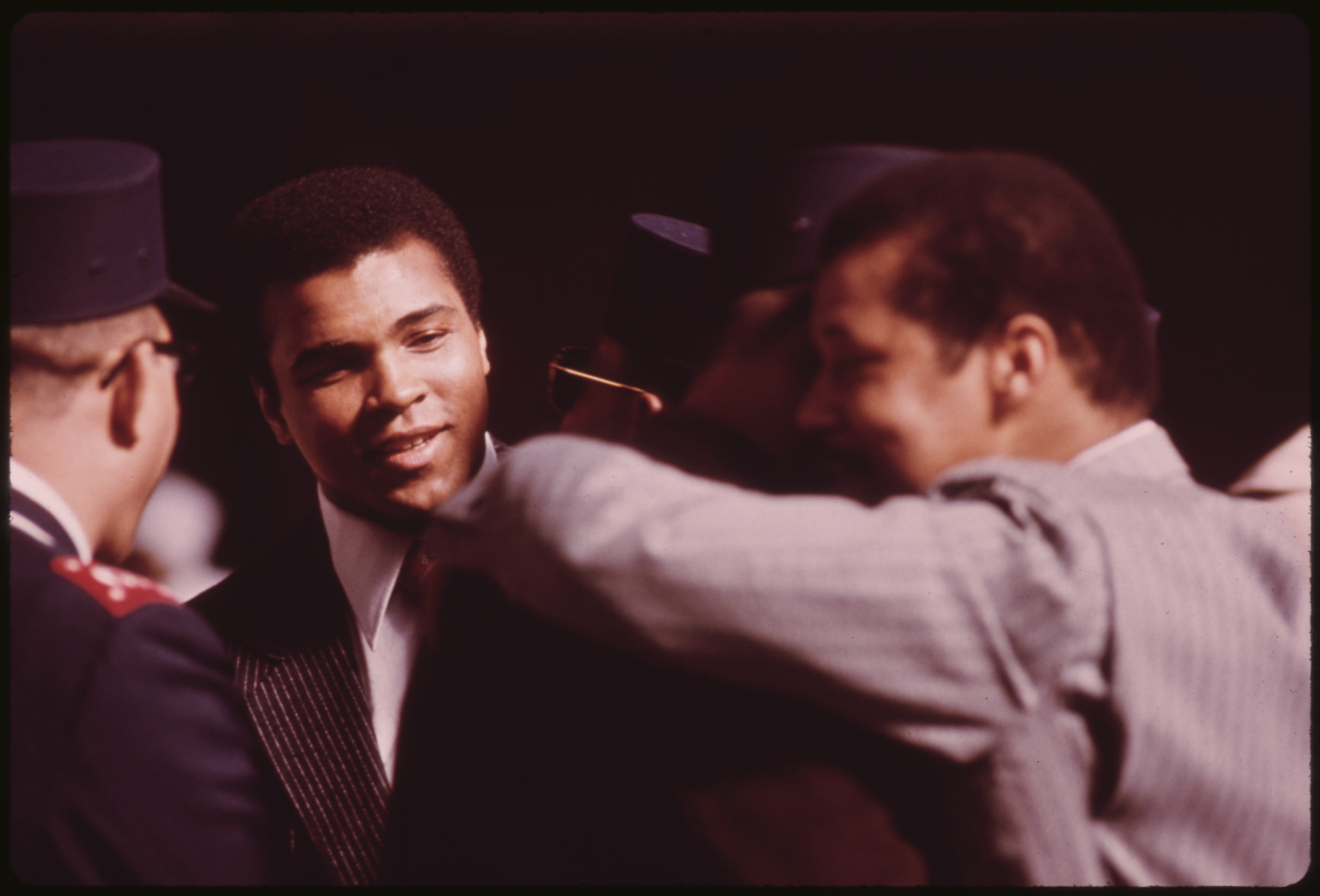
Muhammad Ali (1974)

Zudem hatte Ali durch die Pause Zeit für psychologische Spielchen, mit denen er Foreman und die Öffentlichkeit zu Stellungnahmen herausforderte. Legendär war die Ankündigung Alis, wieder „zu fliegen wie ein Schmetterling und zu stechen wie eine Biene“. In diversen Pressekonferenzen kündigte der Ex-Champion an, dass er seinen Kontrahenten durch Schnelligkeit und Intelligenz vernichten würde.
Im Kampf selbst, der schließlich am 30. Oktober stattfand, überraschte Ali Gegner und Publikum, wie auch seine eigenen Trainer und Betreuer, durch seine Taktik. In den ersten zwei Runden schlug Ali zwölfmal mit der rechten Hand in Form eines „Crosses“ zum Kopf seines jüngeren Kontrahenten. Alis Trainer Angelo Dundee interpretierte das Vorgehen dahingehend, dass Ali versuchte, den Kampf in den ersten zwei Runden vorzeitig zu beenden. In den beiden ersten Pausen, während er in der Ecke saß bzw. stand, wurde ihm offensichtlich bewusst, dass er diesen körperlich überlegenen Gegner unter normalen Umständen nicht bezwingen könne.
Daher änderte er intuitiv seine Taktik: Anstatt – wie früher – durch Schnelligkeit und leichtfüßige Ausweichmanöver zu versuchen, harte Schläge seines Gegners ins Leere laufen zu lassen, ließ er sich nun von Foreman zunächst freiwillig in die Seile drängen und lehnte sich dabei mit dem Oberkörper noch weit nach hinten. Damit war sein Kopf fast immer außerhalb von Foremans Reichweite und den Brustkorb schützte er durch permanente Doppeldeckung mit seinen Unterarmen. Zudem federten die relativ locker gespannten Seile die Wucht der Schläge zusätzlich ab – diese Taktik ist heute als „Rope-a-Dope“ bekannt. Während „Big George“ wütend auf ihn einschlug, sprach Ali fortwährend mit ihm und provozierte ihn hörbar mit Sätzen wie: „Ist das alles, George? Ich habe mehr erwartet! Meine Großmutter schlägt härter. Ist das alles, was du drauf hast?“
In den Kampfpausen wurde auf Anordnung des Schiedsgerichts versucht, die Seile zu spannen, doch Ali setzte seine Taktik unbeirrt fort, obwohl ihm sein Trainer ständig zurief, er solle unbedingt weg von den Seilen. Ali suchte jedoch Foremans Nähe und stachelte ihn verbal weiterhin an. Foreman schlug gnadenlos auf Alis Körper ein, ohne jedoch einen entscheidenden Wirkungstreffer zu erzielen. Ali klammerte recht häufig und wich ansonsten einer Vielzahl von Schlägen zum Kopf durch Seitbewegungen aus. Darüber hinaus kam Alis herausragende Fitness zum Tragen, da er Körpertreffer augenscheinlich unbeeindruckt wegsteckte.
Foreman baute bald konditionell ab und Ali konnte sich aus der Deckung heraus mit Kontern nun immer besser in Szene setzen. Etwa ab der vierten Runde begann er – kurz zuvor noch „in den Seilen liegend“ – zunehmend mit präzisen und schnellen Kombinationen seinen Gegner zu attackieren; als richtungsweisend für den weiteren Kampfverlauf gilt ein rechter Cross zum Kopf Foremans Ende der fünften Runde. Bis zur achten Runde verfolgte Ali seine Taktik, sich bis zur Rundenmitte in die Seile zu lehnen, um zum Ende der Runden hin seine präzisen und schnell geschlagenen Kombinationen anzusetzen, die immer zunehmend körperliche und vor allem psychische Wirkung bei Foreman hinterließen.
Ende der achten Runde schlug Ali dann mit zwei schnellen Links-rechts-Kombinationen und insgesamt neun aufeinander folgenden Kopftreffern Foreman nieder; der letzte und siegbringende Schlag traf diesen an der rechten Schläfe. Foreman taumelte, drehte sich zur Hälfte um seine eigene Achse, und während er zu Boden sank, zeigten die zuckenden Fäuste Alis, dass dieser offensichtlich überlegte, zur Sicherheit noch einen Kopftreffer zu landen, was er aber unterließ. Sein Trainer Angelo Dundee sagte in einem späteren Interview einmal: „Ali hat dem Fall dieses Kolosses mit dem unterlassenen Schlag seine dramaturgische Schönheit gelassen“. Foreman wurde ausgezählt und Ali war wieder Weltmeister.
Ali hatte den Titel, den man ihm sieben Jahre zuvor letztlich aus politischen Gründen aberkannt hatte, zurückgewonnen und brach damit als zweiter Schwergewichtsprofi nach Floyd Patterson das ungeschriebene Gesetz des Boxens: They never come back!

### Titelverteidigungen
Alis erste Titelverteidigung fand gegen den bis dato relativ unbekannten Chuck Wepner statt. Wepner hielt bis zur 15. Runde durch, konnte Ali sogar zu Boden schlagen, nachdem er ihm auf den Fuß getreten war, um sein Ausweichen zu verhindern. Er verlor allerdings durch Technischen K.o. Der Kampf diente später Sylvester Stallone, der Wepner im Gefängnis besuchte, als Inspiration für den Film Rocky.
Nachdem Ali gegen Ron Lyle und Joe Bugner seinen Weltmeistertitel hatte verteidigen können, fand am 1. Oktober 1975 der dritte Kampf gegen Joe Frazier in Manila (Philippinen) statt, der in Anlehnung an den „Rumble in the Jungle“ als „Thrilla in Manila“ vermarktet wurde und bis heute als einer der besten Schwergewichtskämpfe überhaupt gilt. Die mit großer Intensität geführte Auseinandersetzung nahm einen dramatischen Verlauf, da Ali nach anfänglich klarer Überlegenheit Frazier zunehmend das Feld überlassen musste, ehe es ihm doch noch gelang, in den letzten Runden erneut die Oberhand zu gewinnen. Fraziers Trainer Eddie Futch ließ den Kampf nach Runde 14 abbrechen, da die Augen seines Schützlings zu diesem Zeitpunkt fast völlig zugeschwollen waren. Zudem litt Frazier an einer Linseneintrübung, ein bis dahin nicht bekannter Umstand. Kurz nach dem Abbruch des Kampfes, der wegen der optimalen – abendlichen – TV-Sendezeit in den USA vormittags bei 40 °C Hitze ausgetragen wurde, erlitt Ali einen Kreislaufzusammenbruch. Weder er noch Frazier konnten je wieder an das bei diesem Kampf gezeigte Leistungsniveau anknüpfen.
Ein Schaukampf am 26. Juni 1976 in Japan gegen den japanischen Wrestler und MMA-Vorreiter Antonio Inoki erwies sich für Ali als blamabel, da Inoki, anders als Ali, die Show nicht als Inszenierung begriff, sondern Ali besiegen wollte und sich für den Kampf eine Strategie zurechtgelegt hatte, gegen die Ali kein Gegenmittel fand. Tatsächlich wurden für den Kampf die Regeln neu geschrieben: Inoki, der von Ali wegen seines ausgeprägten Kinns „Pelikan“ genannt wurde, kämpfte ohne Handschuhe und durfte Ali nicht umwerfen, keine Haltegriffe anwenden, nicht umrennen – und nicht treten, solange er nicht ein Knie auf dem Ringboden hat. Fast den gesamten Kampf bestritt Inoki vom Boden aus, um Ali keine Angriffsfläche zu bieten, und konzentrierte sich allein darauf, nach ihm zu treten. Nach wenigen Runden zeigten sich die ersten blutigen Spuren an Alis Beinen. Nach 15 Runden endete der Kampf für Ali, der insgesamt nur sechs Faustschläge abgegeben hatte, mit einem „Unentschieden“, da Inoki wegen dreier Fouls drei Punkte abgezogen wurden. Nach dem Kampf forderten viele der 13.000 Zuschauer im Nippon Budōkan ihr Geld zurück. Veranstaltet wurde der Schaukampf von Bob Arum. Ali, der den Kampf wegen des Geldes angenommen hatte, erhielt eine Gage von sechs Millionen US-Dollar. Inoki erhielt vier Millionen US-Dollar.
1976 gewann Ali zunächst gegen Jean-Pierre Coopman, Jimmy Young und Richard Dunn. Am 20. September 1976 trat er ein drittes Mal gegen Ken Norton an, der ihm erneut große Probleme bereitete und den Kampf nach Ansicht der meisten Journalisten auch gewann; die Punktrichter votierten jedoch einstimmig für Ali. Für Experten war allerdings offensichtlich, dass dessen boxerische Qualitäten deutlich nachgelassen hatten. Die Fernsehübertragung des Kampfes erfolgte in Deutschland durch das ZDF und erreichte eine Einschaltquote von 34 Prozent.
Im Jahre 1977 verteidigte Ali seine Titel gegen Earnie Shavers und Alfredo Evangelista. Beim Kampf gegen Earnie Shavers musste er schwerste Kopftreffer einstecken. Am 15. Februar 1978 boxte Ali gegen Leon Spinks, der zwar 1976 Olympiasieger im Halbschwergewicht geworden war, aber als Profi erst sieben Kämpfe bestritten und dabei sechs Siege und ein Unentschieden erzielt hatte. Ali nahm Spinks offenbar nicht ernst und stieg untrainiert und mit Übergewicht in den Ring – und der wenig bekannte Gegner nahm ihm völlig überraschend seine beiden Titel ab.

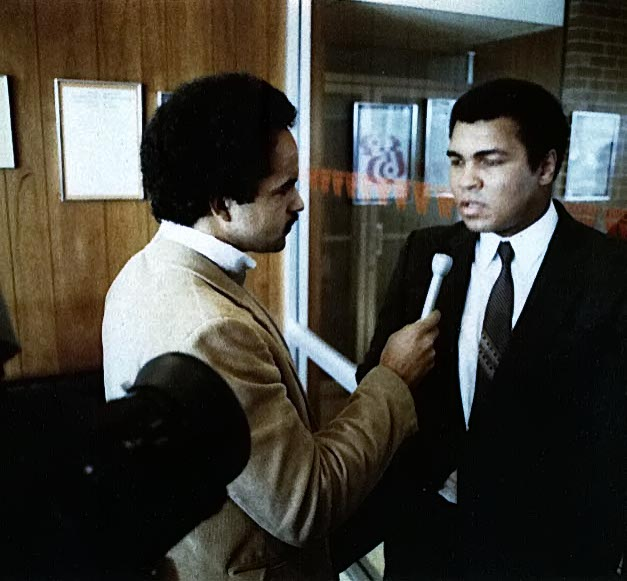
Ali im Interview mit Curt Anderson (1978)

Obwohl die WBC zunächst einen erneuten Kampf gegen Ken Norton forderte, gewährte Spinks Ali einen direkten Rückkampf um den Titel der WBA. Genau sieben Monate später, am 15. September 1978, gewann der nun sichtbar besser trainierte Ali ein drittes und letztes Mal einen Weltmeisterschaftstitel und brach damit Floyd Pattersons Rekord. Ali boxte zwar deutlich besser als im ersten Kampf, aber diesmal war Spinks völlig untrainiert erschienen, weshalb sein Trainer George Benton noch während des Kampfes die Halle verließ.
Nach diesem Sieg erklärte der 36-jährige Ali seinen Rücktritt vom Boxsport. Zu diesem Zeitpunkt war seine Aussprache infolge seiner Parkinsonerkrankung bereits undeutlich geworden.

### Karriereende
Im Herbst 1980 versuchte Ali, zum vierten Mal Weltmeister zu werden, diesmal gegen seinen früheren Sparring-Partner Larry Holmes. Der Promoter war Don King. Ali war chancenlos, konnte keinen einzigen Wirkungstreffer anbringen und wurde nur durch die offensichtliche Zurückhaltung seines Gegners vor einem Niederschlag bewahrt. Nach zehn Runden beendete Alis Trainer den Kampf, wodurch dieser seine erste und einzige vorzeitige Niederlage hinnehmen musste. Da er seine Karriere nicht auf diese Weise beenden wollte, man ihn in den USA jedoch nicht mehr boxen ließ, fand sein letzter Kampf gegen Trevor Berbick am 11. Dezember 1981 als „Drama auf den Bahamas“ statt. Ali war zu diesem Zeitpunkt bereits von seiner Krankheit gezeichnet und verlor klar nach Punkten, wenngleich in seltenen Momenten noch Reste seines früheren boxerischen Könnens aufblitzten.

## Liste der Profikämpfe
| 56 Siege (37 K.-o.-Siege), 5 Niederlagen, 0 Unentschieden |               |                                                       |                                                             |                                                     |
| Jahr                                                      | Tag           | Ort                                                   | Gegner                                                      | Ergebnis für Ali                                    |
| 1960                                                      | 29. Oktober   | Freedom Hall, Louisville, USA                         | Tunney Hunsaker                                             | Punktsieg (einstimmig) / 6 Runden                   |
| 1960                                                      | 27. Dezember  | Auditorium, Miami Beach, USA                          | Herb Siler                                                  | Sieg / TKO 4. Runde                                 |
| 1961                                                      | 17. Januar    | Auditorium, Miami Beach, USA                          | Tony Esperti                                                | Sieg / TKO 3. Runde                                 |
| 1961                                                      | 7. Februar    | Convention Center, Miami Beach, USA                   | Jimmy Robinson                                              | Sieg / KO 1. Runde                                  |
| 1961                                                      | 21. Februar   | Auditorium, Miami Beach, USA                          | Donnie Fleeman                                              | Sieg / Aufgabe 6. Runde                             |
| 1961                                                      | 19. April     | Freedom Hall, Louisville, USA                         | LaMar Clark                                                 | Sieg / KO 2. Runde                                  |
| 1961                                                      | 26. Juni      | Convention Center, Las Vegas, USA                     | Duke Sabedong                                               | Punktsieg (einstimmig) / 10 Runden                  |
| 1961                                                      | 22. Juli      | Freedom Hall, Louisville, USA                         | Alonzo Johnson                                              | Punktsieg (einstimmig) / 10 Runden                  |
| 1961                                                      | 7. Oktober    | Freedom Hall, Louisville, USA                         | Alex Mitreff                                                | Sieg / TKO 6. Runde                                 |
| 1961                                                      | 29. November  | Freedom Hall, Louisville, USA                         | Willi Besmanoff                                             | Sieg / TKO 7. Runde                                 |
| 1962                                                      | 10. Februar   | Madison Square Garden, New York, USA                  | Sonny Banks                                                 | Sieg / TKO 4. Runde                                 |
| 1962                                                      | 28. Februar   | Convention Center, Miami Beach, USA                   | Don Warner                                                  | Sieg / TKO 4. Runde                                 |
| 1962                                                      | 23. April     | Los Angeles Memorial Sports Arena, Los Angeles, USA   | George Logan                                                | Sieg / TKO 4. Runde                                 |
| 1962                                                      | 19. Mai       | St. Nicholas Arena, New York, USA                     | Billy Daniels                                               | Sieg / TKO 7. Runde                                 |
| 1962                                                      | 20. Juli      | Los Angeles Memorial Sports Arena, Los Angeles, USA   | Alejandro Lavorante                                         | Sieg / KO 5. Runde                                  |
| 1962                                                      | 15. November  | Los Angeles Memorial Sports Arena, Los Angeles, USA   | Archie Moore                                                | Sieg / TKO 4. Runde                                 |
| 1963                                                      | 24. Januar    | Civic Arena, Pittsburgh, USA                          | Charlie Powell                                              | Sieg / KO 3. Runde                                  |
| 1963                                                      | 13. März      | Madison Square Garden, New York, USA                  | Doug Jones                                                  | Punktsieg (einstimmig) / 10 Runden                  |
| 1963                                                      | 18. Juni      | Wembley-Stadion, London, Großbritannien               | Henry Cooper                                                | Sieg / TKO 5. Runde                                 |
| 1964                                                      | 25. Februar   | Convention Center, Miami Beach, USA                   | Sonny Liston WBA/WBC-Schwergewicht-Weltmeisterschaft        | Sieg / Aufgabe 6. Runde                             |
| 1965                                                      | 25. Mai       | Central Maine Civic Center, Lewiston, USA             | Sonny Liston WBC-Schwergewicht-Titelverteidigung            | Sieg / KO 1. Runde                                  |
| 1965                                                      | 22. November  | Convention Center, Las Vegas, USA                     | Floyd Patterson WBC-Schwergewicht-Titelverteidigung         | Sieg / TKO 12. Runde                                |
| 1966                                                      | 29. März      | Maple Leaf Gardens, Toronto, Kanada                   | George Chuvalo WBC-Schwergewicht-Titelverteidigung          | Punktsieg (einstimmig) / 15 Runden                  |
| 1966                                                      | 21. Mai       | Arsenal Stadium, London, Großbritannien               | Henry Cooper WBC-Schwergewicht-Titelverteidigung            | Sieg / TKO 6. Runde                                 |
| 1966                                                      | 6. August     | Earls Court Exhibition Centre, London, Großbritannien | Brian London WBC-Schwergewicht-Titelverteidigung            | Sieg / KO 3. Runde                                  |
| 1966                                                      | 10. September | Waldstadion, Frankfurt, Deutschland                   | Karl Mildenberger WBC-Schwergewicht-Titelverteidigung       | Sieg / TKO 12. Runde                                |
| 1966                                                      | 14. November  | Astrodome, Houston, USA                               | Cleveland Williams WBC-Schwergewicht-Titelverteidigung      | Sieg / TKO 3. Runde                                 |
| 1967                                                      | 6. Februar    | Astrodome, Houston, USA                               | Ernie Terrell WBA/WBC-Schwergewicht-Titelvereinigung        | Punktsieg (einstimmig) / 15 Runden                  |
| 1967                                                      | 22. März      | Madison Square Garden, New York, USA                  | Zora Folley WBA/WBC-Schwergewicht-Titelverteidigung         | Sieg / KO 7. Runde                                  |
| 1970                                                      | 26. Oktober   | City Auditorium, Atlanta, USA                         | Jerry Quarry                                                | Sieg / Aufgabe 3. Runde                             |
| 1970                                                      | 7. Dezember   | Madison Square Garden, New York, USA                  | Oscar Bonavena NABF-Schwergewicht-Meisterschaft             | Sieg / TKO 15. Runde                                |
| 1971                                                      | 8. März       | Madison Square Garden, New York, USA                  | Joe Frazier WBA/WBC-Schwergewicht-Weltmeisterschaft         | Punktniederlage (einstimmig) / 15 Runden            |
| 1971                                                      | 26. Juli      | Astrodome, Houston, USA                               | Jimmy Ellis NABF-Schwergewicht-Meisterschaft                | Sieg / TKO 12. Runde                                |
| 1971                                                      | 17. November  | Astrodome, Houston, USA                               | Buster Mathis NABF-Schwergewicht-Titelverteidigung          | Punktsieg (einstimmig) / 12 Runden                  |
| 1971                                                      | 26. Dezember  | Hallenstadion, Zürich, Schweiz                        | Jürgen Blin                                                 | Sieg / KO 7. Runde                                  |
| 1972                                                      | 1. April      | Nippon Budōkan, Tokio, Japan                          | Mac Foster                                                  | Punktsieg (einstimmig) / 15 Runden                  |
| 1972                                                      | 1. Mai        | Pacific Coliseum, Vancouver, Kanada                   | George Chuvalo NABF-Schwergewicht-Titelverteidigung         | Punktsieg (einstimmig) / 12 Runden                  |
| 1972                                                      | 27. Juni      | Convention Center, Las Vegas, USA                     | Jerry Quarry NABF-Schwergewicht-Titelverteidigung           | Sieg / TKO 7. Runde                                 |
| 1972                                                      | 19. Juli      | Croke Park, Dublin, Irland                            | Alvin Lewis                                                 | Sieg / TKO 11. Runde                                |
| 1972                                                      | 20. September | Madison Square Garden, New York, USA                  | Floyd Patterson NABF-Schwergewicht-Titelverteidigung        | Sieg / Aufgabe 7. Runde                             |
| 1972                                                      | 21. November  | Sahara Tahoe Hotel, Stateline, USA                    | Bob Foster NABF-Schwergewicht-Titelverteidigung             | Sieg / KO 8. Runde                                  |
| 1973                                                      | 14. Februar   | Convention Center, Las Vegas, USA                     | Joe Bugner                                                  | Punktsieg (einstimmig) / 12 Runden                  |
| 1973                                                      | 31. März      | San Diego Sports Arena, San Diego, USA                | Ken Norton NABF-Schwergewicht-Titelverteidigung             | Punktniederlage (geteilte Entscheidung) / 12 Runden |
| 1973                                                      | 10. September | The Forum, Inglewood, USA                             | Ken Norton NABF-Schwergewicht-Meisterschaft                 | Punktsieg (geteilte Entscheidung) / 12 Runden       |
| 1973                                                      | 20. Oktober   | Gelora-Bung-Karno-Stadion, Jakarta, Indonesien        | Rudi Lubbers                                                | Punktsieg (einstimmig) / 12 Runden                  |
| 1974                                                      | 28. Januar    | Madison Square Garden, New York, USA                  | Joe Frazier NABF-Schwergewicht-Titelverteidigung            | Punktsieg (einstimmig) / 12 Runden                  |
| 1974                                                      | 30. Oktober   | Stade du 20 Mai, Kinshasa, Zaire                      | George Foreman WBA/WBC-Schwergewicht-Weltmeisterschaft      | Sieg / KO 8. Runde                                  |
| 1975                                                      | 24. März      | Richfield Coliseum, Richfield, USA                    | Chuck Wepner WBA/WBC-Schwergewicht-Titelverteidigung        | Sieg / TKO 15. Runde                                |
| 1975                                                      | 16. Mai       | Convention Center, Las Vegas, USA                     | Ron Lyle WBA/WBC-Schwergewicht-Titelverteidigung            | Sieg / TKO 11. Runde                                |
| 1975                                                      | 30. Juni      | Stadium Merdeka, Kuala Lumpur, Malaysia               | Joe Bugner WBA/WBC-Schwergewicht-Titelverteidigung          | Punktsieg (einstimmig) / 15 Runden                  |
| 1975                                                      | 1. Oktober    | Araneta Coliseum, Quezon City, Philippinen            | Joe Frazier WBA/WBC-Schwergewicht-Titelverteidigung         | Sieg / Aufgabe 14. Runde                            |
| 1976                                                      | 20. Februar   | Coliseo Roberto Clemente, San Juan, Puerto Rico       | Jean-Pierre Coopman WBA-Schwergewicht-Titelverteidigung     | Sieg / KO 5. Runde                                  |
| 1976                                                      | 30. April     | Capital Centre, Landover, USA                         | Jimmy Young WBA/WBC-Schwergewicht-Titelverteidigung         | Punktsieg (einstimmig) / 15 Runden                  |
| 1976                                                      | 24. Mai       | Olympiahalle, München, Deutschland                    | Richard Dunn WBA/WBC-Schwergewicht-Titelverteidigung        | Sieg / TKO 5. Runde                                 |
| 1976                                                      | 28. September | Yankee Stadium, New York, USA                         | Ken Norton WBA/WBC-Schwergewicht-Titelverteidigung          | Punktsieg (einstimmig) / 15 Runden                  |
| 1977                                                      | 16. Mai       | Capital Centre, Landover, USA                         | Alfredo Evangelista WBA/WBC-Schwergewicht-Titelverteidigung | Punktsieg (einstimmig) / 15 Runden                  |
| 1977                                                      | 29. September | Madison Square Garden, New York, USA                  | Earnie Shavers WBA/WBC-Schwergewicht-Titelverteidigung      | Punktsieg (einstimmig) / 15 Runden                  |
| 1978                                                      | 15. Februar   | Hilton Hotels, Las Vegas, USA                         | Leon Spinks WBA/WBC-Schwergewicht-Titelverteidigung         | Punktniederlage (geteilte Entscheidung) / 15 Runden |
| 1978                                                      | 15. September | Mercedes-Benz Superdome, New Orleans, USA             | Leon Spinks WBA-Schwergewicht-Weltmeisterschaft             | Punktsieg (einstimmig) / 15 Runden                  |
| 1980                                                      | 2. Oktober    | Caesars Palace, Las Vegas, USA                        | Larry Holmes WBC-Schwergewicht-Weltmeisterschaft            | Niederlage / Aufgabe 10. Runde                      |
| 1981                                                      | 11. Dezember  | Queen Elizabeth Sports Centre, Nassau, Bahamas        | Trevor Berbick                                              | Punktniederlage (einstimmig) / 10 Runden            |
| Quelle: Muhammad Ali in der BoxRec-Datenbank              |               |                                                       |                                                             |                                                     |

## Erfolge

### Als Amateur
- US-amerikanischer Meister (2): 1959 und 1960 jeweils im Halbschwergewicht
- Golden Gloves-Sieger (2): 1959 im Halbschwergewicht und 1960 im Schwergewicht
- Intercity Golden Gloves-Sieger (2):1959 im Halbschwergewicht und 1960 im Schwergewicht
- Olympiasieger (1): 1960 im Halbschwergewicht

### Als Profi
- Unumstrittener Weltmeister im Schwergewicht (3): 1964, 1967, 1974–1978
- Linearer Weltmeister im Schwergewicht (3): 1964–1970, 1974–1978, 1978–1979
- Ring-Magazine-Weltmeister im Schwergewicht (3): 1964–1971, 1974–1978, 1978–1979
- NYSAC-Weltmeister im Schwergewicht (1): 1964–1967
- WBA-Weltmeister im Schwergewicht (4): 1964, 1967, 1974–1978, 1978–1979
- WBC-Weltmeister im Schwergewicht (2): 1964–1969, 1974–1978
- NABF-Nordamerikameister im Schwergewicht (3): 1970–1971, 1971, 1973–1974

### Auszeichnungen
- Ring Magazine Weltboxer des Jahrzehnts (1): 1960
- Ring Magazine Weltboxer des Jahres (5): 1963, 1972 (zusammen mit Carlos Monzón), 1974, 1975, 1978
- BWAA Weltboxer des Jahres (3): 1965, 1974, 1975 (zusammen mit Joe Frazier)
- Ring Magazine Kampf des Jahres (6): 1963 (gegen Doug Jones), 1964 (gegen Sonny Liston), 1971 (gegen Joe Frazier), 1974 (gegen George Foreman), 1975 (gegen Joe Frazier), 1978 (gegen Leon Spinks)
- Ring Magazine Runde des Jahres (6): 1970 (gegen Óscar Bonavena, Runde 15) 1971 (gegen Joe Frazier, Runde 15), 1972 (gegen Bob Foster, Runde 5), 1974 (gegen George Foreman, Runde 8), 1975 (gegen Joe Frazier, Runde 12), 1978 (gegen Leon Spinks, Runde 15)
- Amerikas Profisportler des Jahres (1): 1974
- BBC Weltsportler des Jahres (3): 1973. 1974, 1978
- Sports Illustrated Weltsportler des Jahres (1): 1974
- AP Weltsportler des Jahres (1): 1974
- UPI Weltsportler des Jahres (1): 1974
- IOC Weltsportler des Jahrhunderts
- Sports Illustrated Weltsportler des Jahrhunderts
- BBC Weltsportler des Jahrhunderts
- USA Today Weltsportler des Jahrhunderts[23]

## Leben

### Afrikareisen und Wehrdienstverweigerung
Alis Karriere erlaubte ihm, im Mai 1964 eine Reise durch Ägypten, Nigeria und Ghana zu unternehmen und dort auch Politiker wie Kwame Nkrumah zu treffen.
1964 wurde Ali von der US-Armee als für den Wehrdienst untauglich eingestuft. Diese Einstufung wurde jedoch später revidiert und Ali hätte den Militärdienst antreten müssen, der ihn wahrscheinlich in den Vietnamkrieg geführt hätte. Doch Ali lehnte den Dienst an der Waffe ab, was in den USA als Straftat galt, da es das Recht der Wehrdienstverweigerung in den Vereinigten Staaten nicht gab. Daraufhin wurde er durch den Entzug seiner Boxlizenz mit einem Kampfverbot für die USA belegt.
Im Auftrag von Jimmy Carter besuchte er 1980 Afrika, um dort nach dem sowjetischen Einmarsch in Afghanistan für einen Boykott der Olympischen Sommerspiele 1980 in Moskau zu werben.

### Bekenntnis zum Islam
Nach dem Kampf gegen Liston im Februar 1964 bekannte sich Clay auch öffentlich zum Islam und betrachtete sich als Teil der „Nation of Islam“, einer von Wallace Fard Muhammad 1930 gegründeten, afroamerikanischen religiösen Organisation, die in den 1950er und frühen 1960er Jahren von Elijah Muhammad geführt wurde, der die rassistische Ideologie der Black Supremacy vertrat. Im Jahr darauf änderte Clay seinen Namen in Muhammad Ali und bestritt den Rückkampf gegen Liston am 25. Mai 1965 als seinen ersten Kampf unter neuem Namen.

### Privatleben
1964 heiratete er das Fotomodell Sonji Roi (1946–2005), nur 41 Tage nachdem er sie am 14. August 1964 kennengelernt hatte. Roi war zuvor zum Islam konvertiert. Die Ehe hielt zwei Jahre und wurde 1966 unter dem Druck des Anführers der „Nation of Islam“ Elijah Muhammad geschieden. Grund war die zu westliche Einstellung von Sonji Roi in den Augen der islamischen Extremisten. 1967 heiratete Ali seine zweite Frau Belinda Boyd (* 1950; späterer Name: Khalilah Camacho-Ali), mit der er vier seiner neun Kinder hat (Maryum, Muhammad Junior, Rasheda und Jamillah). 1975 trennte sich Ali von Belinda, nachdem er bereits mehrere Monate ein Verhältnis mit Veronica Porché (* 1955) hatte. 1977 wurde diese Ehe geschieden. Von 1977 bis 1986 war er in dritter Ehe mit Veronica Porché verheiratet. Ihre gemeinsame Tochter Laila hat sich ebenfalls für eine Karriere als Profiboxerin entschieden. Die zweite Tochter Hana Yasmeen ist Autorin und hat mehrere Bücher über ihren Vater veröffentlicht.
1986 heiratete Ali Yolanda Williams, die er bereits seit ihrer Kindheit kannte (Ali war gelegentlich ihr Babysitter), und zusammen adoptierten sie ein Kind namens Asaad. Zu diesem Zeitpunkt war seine Krankheit schon weit fortgeschritten.
Muhammad Ali hat außerdem noch zwei weitere Kinder aus außerehelichen Verhältnissen.

### Parkinson-Krankheit und Tod

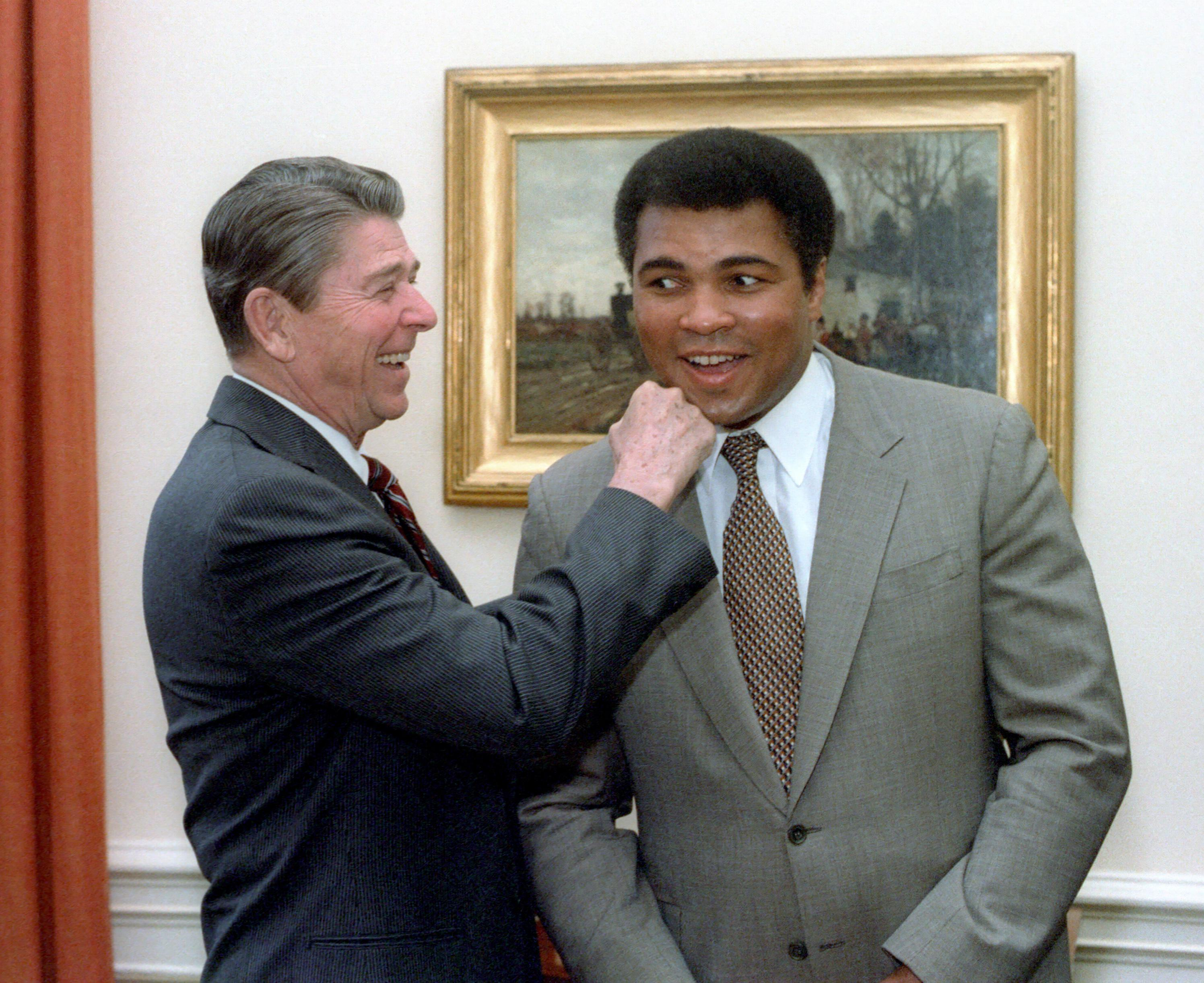
Muhammad Ali mit US-Präsident Ronald Reagan (1983)

Im Jahr 1984 wurde bei Ali das Parkinson-Syndrom diagnostiziert. Oft wird Alis Erkrankung in Zusammenhang mit Boxen gebracht, dies wurde allerdings nie belegt. Da seine geistigen Fähigkeiten kaum beeinträchtigt waren, nahm er weiterhin weltweit am öffentlichen Leben teil und setzte sich für wohltätige Zwecke ein. Unter anderem engagierte er sich für die Verständigung zwischen der westlichen und der islamischen Welt, etwa bei Verhandlungen zur Freilassung von Geiseln im Libanon, oder im November 1990 anlässlich eines Besuchs bei Saddam Hussein, woraufhin dieser 15 „menschliche Schutzschilde“ freiließ. Insbesondere seit den Terroranschlägen vom 11. September 2001 trat er als Botschafter seines Glaubens auf und vertrat dabei die friedvollen Aspekte des Islam.

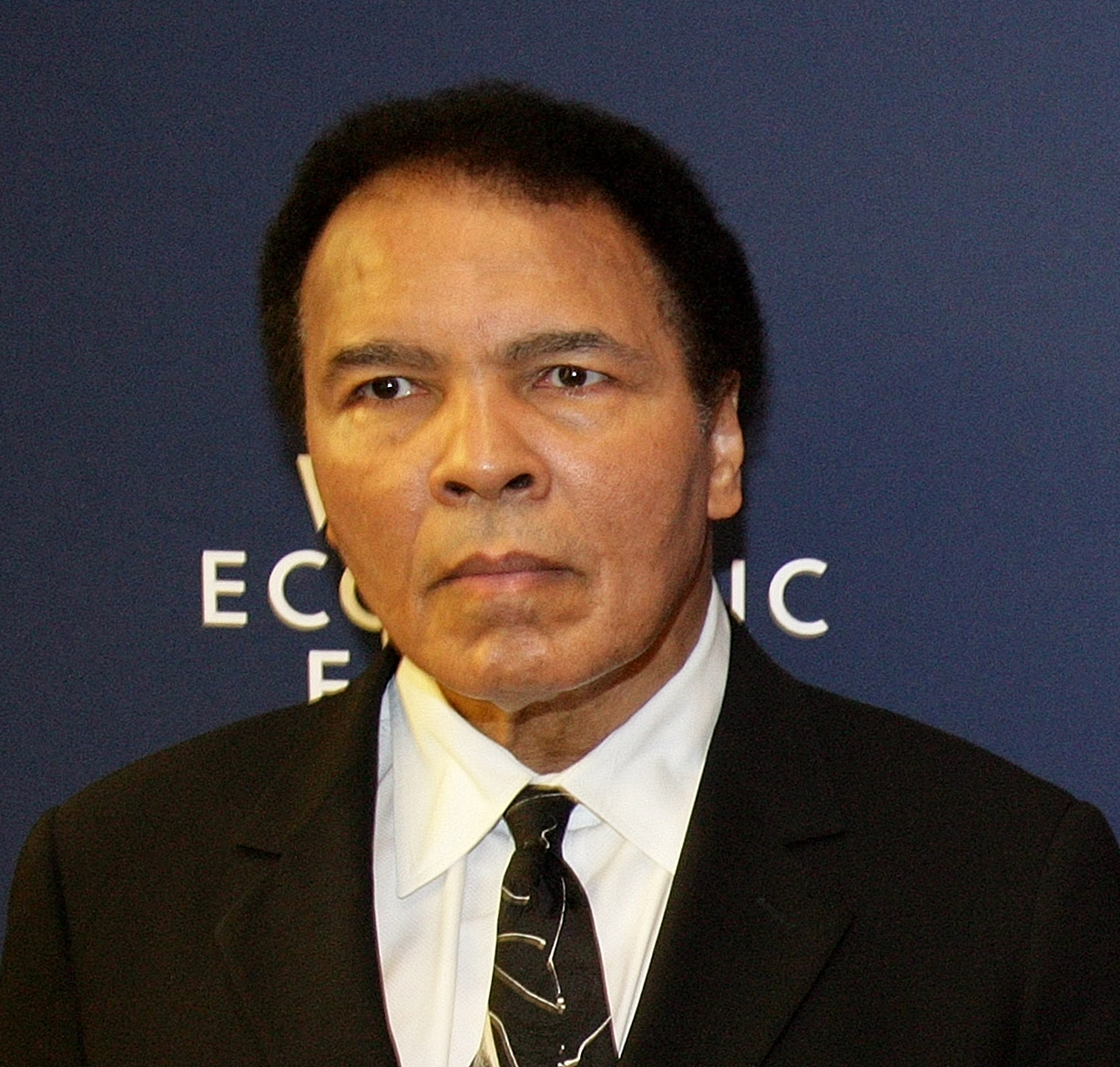
Ali (2006)

Ali starb am 3. Juni 2016 im Alter von 74 Jahren in einem Krankenhaus in Scottsdale, Arizona, in dem er wegen Atemproblemen behandelt worden war, an den Folgen eines septischen Schocks. Nach seinem Tod wurden die Flaggen in seiner Geburtsstadt auf halbmast gesetzt.
Sein Tod erfuhr weltweite Anteilnahme aus der Sportwelt. Aber auch aus anderen Bereichen kamen Beileidsbekundungen, etwa vom damaligen US-Präsidenten Barack Obama.
Das Begräbnis fand am 10. Juni in seiner Geburtsstadt Louisville statt. Die Trauerrede hielt der ehemalige US-Präsident Bill Clinton, was ihm wegen Alis Kriegsdienstverweigerung massive Kritik von konservativer Seite einbrachte. Die beiden ehemaligen Schwergewichtsweltmeister Lennox Lewis und Mike Tyson und Schauspieler Will Smith, der Ali 2001 in einer Filmbiografie verkörpert hatte, gehörten zu den Sargträgern. Zuvor hatten geschätzt hunderttausend Menschen in den Straßen von Louisville Abschied von ihm genommen. Der 30 Kilometer lange Trauerzug fuhr an Etappen von Alis Leben vorbei. Seine letzte Ruhestätte fand er auf dem Cave Hill Cemetery.

### Ali in Populärkultur und Medien
Im März 1964 veröffentlichte er als Cassius Clay eine Single mit der A-Seite „I'm the greatest“, auf der B-Seite findet sich ein Cover des Songs von Ben E. Kings „Stand by me“.
Spätestens seit Mitte der 1970er Jahre wurde Ali weltweit bekannt, was sich damals zum Beispiel auch auf die Spielzeuge in deutschen Kinderzimmern auswirkte. Es gab Varianten der Big-Jim-Puppen von Mattel (und Mego), mit denen die Kämpfe Alis gegen Foreman und Frazier nachgestellt werden konnten. In einer Spezialausgabe zum Superhelden Superman kam es 1978 in Comicform gar zum Duell „Superman vs. Muhammad Ali“.
Ende der 1970er Jahre, auf dem Höhepunkt seiner Karriere, gelang es einem damals international noch kaum bekannten deutschen Fruchtsafthersteller, Muhammad Ali jahrelang für sein Produkt Capri-Sonne werben zu lassen. Print-Werbung und TV-Spots, die weltweit eingesetzt wurden, erregten damals große Aufmerksamkeit, da es in Deutschland noch ungewöhnlich war, mit internationalen Sportstars zu werben.
Am 22. Mai 1976 wurde in der Fernsehshow Am laufenden Band bei Rudi Carrell ein Show-Boxkampf mit den Kandidaten eingespielt. Dieser wurde am 19. Mai 1976 im Münchner Circus Krone Bau aufgezeichnet. Ali trainierte dort einige Tage lang vor bis zu 1500 zahlenden Zuschauern, um sich auf seinen Weltmeisterschaftskampf gegen Richard Dunn vorzubereiten, der am 24. Mai in der Olympiahalle München stattfand. Der mehrtägige Vorlauf wurde auch genutzt, um für sein Buch Der Größte. Muhammad Ali. Meine Geschichte. zu werben, das zu dieser Zeit in deutscher Sprache veröffentlicht wurde.
1977 wurde der von Tom Gries und Monte Hellman gedrehte Dokumentarfilm Ich bin der Größte veröffentlicht.
Ali machte immer wieder Scherze über sein angeblich bevorstehendes Comeback. Als sein früherer Gegner George Foreman 1994 sensationell nach 20 Jahren wieder einen WM-Titel gewann, kündigte der 52-jährige Ali an, den sieben Jahre jüngeren Foreman noch einmal wie schon 1974 schlagen zu wollen. Irritiert durch die unerwarteten Erfolge Foremans brachten Tageszeitungen diese Meldung tatsächlich im Sportteil anstatt im Panorama.
1996 wurde der Dokumentarfilm When We Were Kings von Leon Gast über die Vorbereitungen des „Rumble in the Jungle“ und die veranstalteten Konzerte fertiggestellt und mit dem Oscar für die Beste Dokumentation prämiert. Im Jahr 2001 wurde Alis Lebensgeschichte unter dem Titel Ali von Michael Mann verfilmt. Der Hauptdarsteller Will Smith wurde für den Oscar nominiert, das Titellied The World’s Greatest von R. Kelly wurde weltweit ein Hit.
Bei den Olympischen Spielen 1996 in Atlanta wurde das olympische Feuer durch Muhammad Ali entfacht.
Im Frühjahr 2004 war Muhammad Ali der Star einer Werbekampagne des Sportartikelherstellers adidas, bei dem unter dem Motto „Unmöglich ist nichts“ (Impossible is nothing) diverse aktuelle Sportler auftraten, darunter auch der Fußballstar David Beckham. Der Werbespot „The Long Run“ basierte auf Aufnahmen aus When We Were Kings, die vor dem WM-Kampf 1974 in Afrika gemacht worden waren. Ali joggte dabei im Morgengrauen als Anführer einer Gruppe von Sportstars der Neuzeit, die elektronisch einkopiert wurden.
In einem zweiten Werbespot trat Alis Tochter Laila gegen ihren Vater an, wieder einkopiert in alte Aufnahmen.
Der britische Pop-Rock-Musiker Peter Gabriel veröffentlichte 2 Wochen nach dem Tod von Muhammad Ali am 17. Juni 2016 das Lied I’m Amazing, dessen Liedtext durch das Leben und die Boxkämpfe von Muhammad Ali inspiriert war. Gabriel erschien dies der richtige Zeitpunkt, das Lied zu veröffentlichen, wenn so viele Menschen Alis Leben feierten und an all das dächten, was er erreicht habe. Der Song erforscht das Konzept der inneren Stärke und fordert die Zuhörer auf, ihr eigenes Potenzial anzuzapfen und an ihre Fähigkeit zu glauben, jede Widrigkeit zu überwinden.

## Anerkennungen
- 1974 wurde Ali von der Zeitschrift Sports Illustrated zum Sportler des Jahres gewählt, ebenso von Associated Press.
- 1990 wurde Ali als einer der ersten Boxsportler in die International Boxing Hall of Fame aufgenommen.
- 1996 entzündete Ali das olympische Feuer in Atlanta. Viele, u. a. Billy Payne (Organisationskomitee), hatten Bedenken, da dies im konservativen Süden der USA stattfand.[42] Während der Spiele 1996 überreichte ihm das IOC einen Ersatz für seine Olympia-Goldmedaille von 1960, die er verloren hatte. Das Gerücht, er hätte das Original aus Frust über die anhaltende Rassendiskriminierung in seiner Heimatstadt in den durch Louisville fließenden Ohio River geworfen, trifft nicht zu.
- 1999 wurde Ali vom Internationalen Olympischen Komitee zum Sportler des Jahrhunderts gewählt.
- 2001 wurde Ali mit der Presidential Citizens Medal geehrt, der zweithöchsten zivilen Auszeichnung der USA.
- 2005 überreichte US-Präsident George W. Bush Ali die Freiheitsmedaille („The Presidential Medal of Freedom“), die höchste zivile Auszeichnung in den USA.
- 2005 wurde Muhammad Ali als erster US-Amerikaner mit der Otto-Hahn-Friedensmedaille in Gold der Deutschen Gesellschaft für die Vereinten Nationen (DGVN) in Berlin ausgezeichnet – „für herausragende Verdienste um Frieden und Völkerverständigung“.
- 2009 wurde Ali zum ersten Honorary Freeman of the City of Ennis (Irland) ernannt.[43]
- 2012 gehörte Ali bei der Eröffnung der Olympischen Spiele in London zum Kreis der Träger der olympischen Flagge.

## Auszeichnungen
- 2003 Bambi
- 2005 Freiheitsmedaille

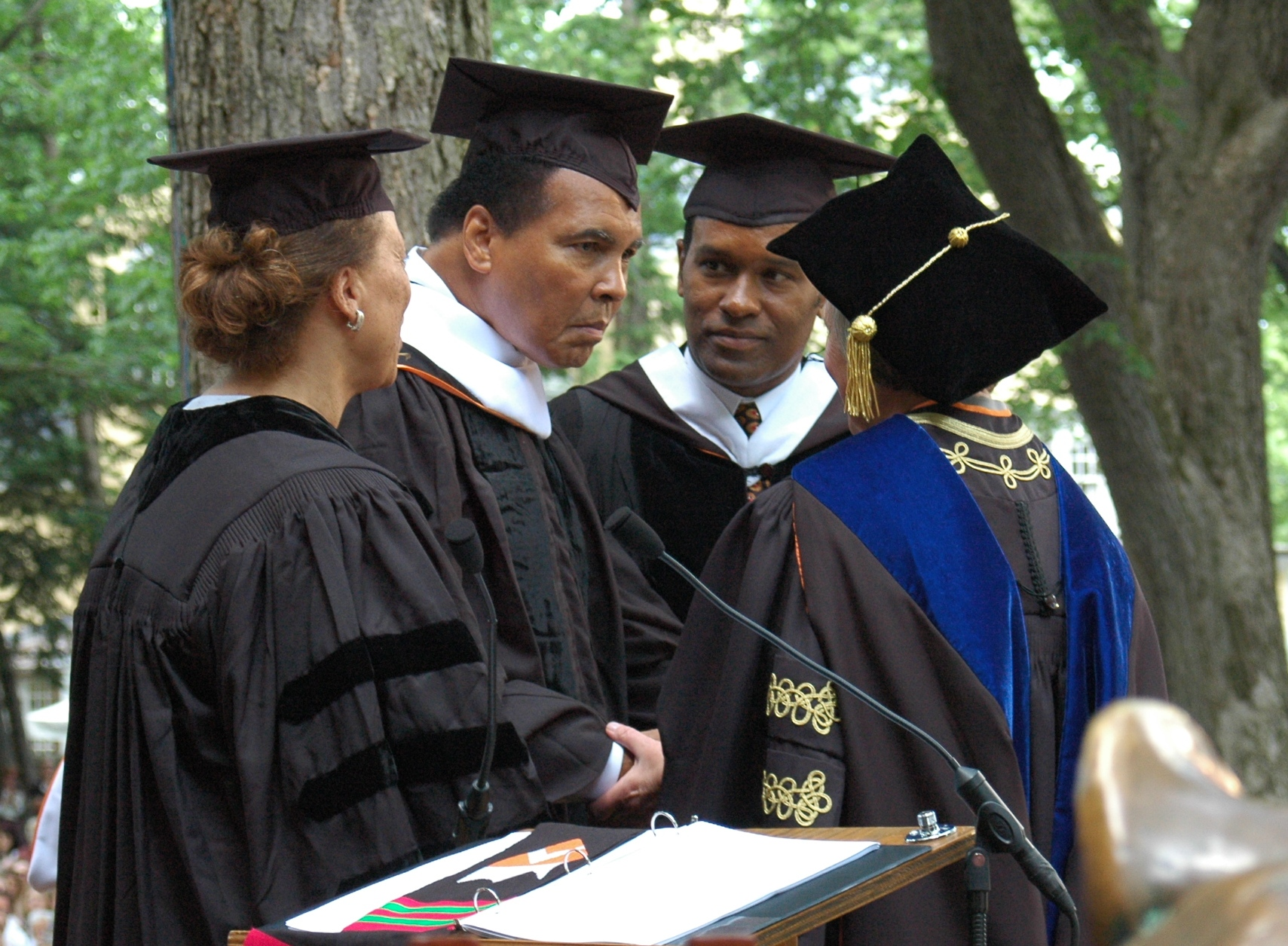
Muhammad Ali erhält die Ehrendoktorwürde der Universität Princeton (2007)

- 2005 Otto-Hahn-Friedensmedaille in Gold
- Ehrendoktorwürde der Columbia-Universität in New York[44]
- 2007 Ehrendoktorwürde der Universität Princeton

## Comics
- Muhammad Ali, Kinshasa 1974, Jean-David Morvan, Rafael Ortiz. Mit zahlreichen Fotografien des Magnum-Fotografen Abbas. Aus dem Französischen von Mathias Althaler. Bahoe Books, Wien 2021, ISBN 978-3-903290-47-1.
- Muhammad Ali, die Comic-Biographie, Sybille Titeux, Amazing Améziane. Aus dem Französischen von Anja Kootz. Knesebeck Verlag, 2016, ISBN 978-3-86873-933-6.

Fiktional
- Superman vs. Muhammad Ali, Dennis O’Neil und Neal Adams, DC Comics, 1978.

## Filmografie
- 1970 A.k.a Cassius Clay. Dokumentation, USA, 86 Min. (A.k.a. Cassius Clay bei IMDb)
- 1972 The Baddest Daddy in the Whole World. Schweiz, 50 Min, Produzent: Hans-Rudolf Jaggi, Regisseur: Fred Haines, Kamera: Ernst Bertschi (https://muhammadali.ch/film/ in der Internet Movie Database)
- 1974 Personenbeschreibung: Muhammad Ali – Der lange Weg zurück. Dokumentation, Deutschland, USA, 30 Min., Buch und Regie: Georg Stefan Troller, Inhaltsangabe (Memento vom 30. Juni 2008 im Internet Archive) von Phoenix.
- 1977 Ich bin der Größte. USA, 101 Min. (The Greatest bei IMDb)
- 1979 Vega$ Fernsehserie, USA, 46 Min. Gastauftritt in der Folge Das Platten-Komplott (The Eleventh Event bei IMDb)
- 1996 When We Were Kings – Einst waren wir Könige. Dokumentation, USA, 81 Min. (When we were kings bei IMDb)
- 1997 Muhammad Ali. Die Legende. Dokumentation, 45 Min., ein Film von Ben Wett, Produktion: WDR, Erstsendung: 1997, Inhaltsangabe (Memento vom 18. Januar 2008 im Internet Archive) von Phoenix
- 1999 Ein Hauch von Himmel. Muhammed Ali tritt als er selbst auf mit einer Botschaft von Gott: nur ein gerechter Kampf lohnt sich.
- 2001 Ali. Filmbiografie mit Will Smith als Ali. (Ali bei IMDb)
- 2002 ARD-Legenden: Muhammad Ali. Dokumentation, ARD, 45 Min., Regie: Christian Weisenborn
- 2008 Soul Power. Dokumentation, USA, 93 Min. (Soul Power bei IMDb)
- 2009 Facing Ali. Dokumentation, USA, 100 Min. (Facing Ali bei IMDb)
- 2014 I am Ali Dokumentation, USA, 111 Min. (I am Ali bei IMDb)
- 2020: In dem Film One Night in Miami (2020) wird Clay von Eli Goree gespielt.
- 2021: Ken Burns, u. a. (Regie): Muhammad Ali. 4-teilige TV-Mini-Serie, Dokumentation mit Spielszenen, 2021, USA, Dauer des englischsprachigen Originals sind 7h 25m. Deutsche Version mit den Untertiteln: Erste Runde: Der Größte (1942–1964) – Zweite Runde: Wie heiße ich? (1964–1970) – Dritte Runde: Rivalen (1970–1974) – Vierte Runde: Der Zauber bleibt (1974–2016)